# To mistenkelige personer
To mistenkelige personer är en norsk svartvit kriminaldramafilm från 1950. Filmen regisserades av Tancred Ibsen och bygger på Gunnar Larsens debutroman med samma namn. I de ledande rollerna ses Peter Lindgren, Ivar Svendsen och Britta Lech-Hanssen.
Filmen förbjöds av norsk domstol och hade därför inte premiär förrän 1999.

## Handling
Två poliser ligger livlösa i skogen. Gustav och den svenske skogsarbetaren Ekström flyr genom skog och älvdalar. Gustav har tidigare sett upp till svensken, men börjar nu ångra att han har gett sig i lag med honom. Hans mor hade avrått honom, men lockelsen till äventyret blev för stor.

## Rollista
- Peter Lindgren – Ekström
- Ivar Svendsen – Gustav
- Britta Lech-Hanssen – Anna
- Bjarne Andersen – Ekströms far
- Bjarne Bø – länsman Gloppen
- Eugen Skjønberg – länsman Syvertsen
- Kari Diesen – grannfru till Anna
- Edvard Drabløs – lösdrivare
- Grace Grung
- Turid Haaland – nervös kvinna
- Nils Hald
- Sverre Hansen – handelsmannen
- Joachim Holst-Jensen – lösdrivare
- Per Kielland
- Henki Kolstad – lösdrivare
- Arvid Nilssen – lösdrivare
- Gunnar Skar
- Merete Skavlan – dam i telefon
- Einar Vaage – lösdrivare

## Om filmen
Filmen regisserades av Tancred Ibsen som också skrev filmens manus baserat på Gunnar Larsens debutroman med samma namn från 1933. Larsens roman bygger i sin tur på två norska polismord som skedde 1926. Filmen producerades av Norsk Film A/S med Sigval Maartmann-Moe som produktionsledare. Nils R. Müller regisserade filmens reportagesekvenser. Filmen fotades av Kåre Bergstrøm, undantaget reportagesekvenserna som fotades av Erik Hurum. För B-fotot svarade Finn Bergan. Ibsen klippte sedan samman filmen. Musiken komponerades av Pauline Margrete Hall.
I mars 1950 godkändes filmen av den norska censuren. I december 1952 förbjöd dock den norska domstolen filmen från att visas av hänsyn till de morddömda, som vid tidpunkten avtjänat sitt straff och påbörjat ett nytt liv. Filmen fick därför inte premiär förrän 1999. En del av det inspelade materialet användes dock i filmen Polisen efterlyser (1955).